# Список гербаріїв
Це список гербаріїв, систематизований за континентами, де гербарій знаходиться, та відсортований по кожному континенту за розміром колекції. Гербарій — набір збережених зразків рослин. Ці зразки можуть бути цілими рослинами або частинами рослин, як правило, у висушеній формі, закріплений на аркуші, але залежно від матеріалу, можуть також зберігатися в спирті або у іншому консерванті. Цей же термін часто використовується у мікології для опису колекцій грибів та у альгології, щодо колекцій водоростей.
Для збереження форми та кольору зібрані рослини сушать під пресом на аркушах газетного паперу, перекладені фільтрувальним папером. Після висушування зразки монтують на аркушах жорсткого білого паперу із зазначенням усіх важливих даних, таких як дата і місце збору, опис рослини, висота та спеціальні умови вирощування. Потім лист поміщають у захисний футляр. Як запобіжний захід проти нападу комах зразки заморожують або захищають інсектицидами.
Усі гербарії світу незалежно від їх відомчої приналежності реєструються в міжнародній базі даних «The Index Herbariorum». Їм присвоюється акронім — унікальний буквений код, складений з однієї — шести букв англійського алфавіту (наприклад, K, MW, MHA, SYKO). Скорочені назви гербаріїв використовуються як універсальні посилання на місце зберігання гербарних зразків, цитованих у ботанічних наукових працях. У «Індексі» на 2013 рік налічується 3293 гербаріїв з 168 країн, в яких працює більш як 10 тисяч ботаніків.

## Австралія та Океанія
| Назва                                                                                    | К-сть зразків | Акронім | Розташування                               | Вебсайт |
| ---------------------------------------------------------------------------------------- | ------------- | ------- | ------------------------------------------ | ------- |
| Австралійський національний гербарій                                                     | 1,328,000     | CANB    | Австралія; Канберра, A.C.T.                |         |
| Королівський ботанічний сад (Мельбурн), Національний гербарій Вікторії                   | 1,200,000     | MEL     | Австралія; Мельбурн, Вікторія              |         |
| Королівський ботанічний сад (Сідней), Національний гербарій Нового Південного Уельсу     | 1,000,000     | NSW     | Австралія; Сідней, Новий Південний Уельс   |         |
| Державний гербарій Південної Австралії                                                   | 980,000       | AD      | Австралія; Кент Таун, Південна Австралія   |         |
| Гербарій Квінсленду                                                                      | 730,000       | BRI     | Австралія; Брисбен, Квінсленд              |         |
| Гербарій Північної території                                                             | 200,000       | DNA     | Австралія; Палмерстон, Північна територія  |         |
| Західно-Австралійський Гербарій                                                          | 640,000       | PERTH   | Австралія; Західна Австралія               |         |
| Тасманійський музей та мистецька галерея, Гербарій                                       | 300,000       | HO      | Австралія; Гобарт, Тасманія                |         |
| Австралійський тропічний гербарій                                                        | 150,000       | CNS     | Австралія; Кернс, Квінсленд                |         |
| Університет Мельбурна                                                                    | 130,000       | MELU    | Австралія; Парквілл, Вікторія              |         |
| Сільськогосподарський інститут в Оранджі, Гербарій патології рослин                      | 95,000        | DAR     | Австралія; Орандж, Новий Південний Уельс   |         |
| Гербарій N.C.W. Beadle, Університет Нової Англії                                         | 90,000        | NE      | Австралія; Армідейл, Новий Південний Уельс |         |
| Інститут «Landcare Research», Гербарій Аллана                                            | 600,000       | CHR     | Нова Зеландія; Лінкольн                    |         |
| Військовий меморіальний музей Окленда                                                    | 330,000       | AK      | Нова Зеландія; Окленд                      |         |
| Дослідницький інститут лісу Нової Зеландії, Національний гербарій лісу                   | 30,000        | NZFRI   | Нова Зеландія; Роторуа                     |         |
| Музей Нової Зеландії                                                                     | 230,000       | WELT    | Нова Зеландія; Веллінгтон                  |         |
| Дослідницький інститут лісу Папуа Нової Гвінеї, Національний гербарій Папуа Нової Гвінеї | 300,000       | LAE     | Папуа Нова Гвінея; Лае                     |         |
| Дослідницький інститут лісу Малайзії                                                     | 250,000       | KEP     | Малайзія; Кепонг, Селангор                 |         |
| Національний гербарій Філіппін                                                           | 200,000       | PNH     | Філіппіни; Маніла                          |         |
| Сінгапурський ботанічний сад                                                             | 750,000       | SING    | Сінгапур                                   |         |
| Гербарій Сараваку                                                                        | 160,000       | SAR     | Малайзія; Кучінг, Саравак                  |         |
| Дослідницький центр лісу                                                                 | 230,000       | SAN     | Малайзія; Сандакан, Сабах                  |         |
| Південнотихоокеанський університет                                                       | 40,000        | SUVA    | Фіджі; Сува                                |         |
| Національний гербарій Соломонових островів                                               | 35,000        | BSIP    | Соломонові острови; Хоніара                |         |
| Музей Таїті та островів                                                                  | 15,000        | PAP     | Французька Полінезія; Таїті                |         |
| Національний тропічний ботанічний сад                                                    | 50,000        | PTBG    | США; Калахео, Кауаї, Гаваї                 |         |
| Музей Бішопа, гербарій Pacificum                                                         | 600,000       | BISH    | США; Гонолулу, Гаваї                       |         |

## Азія
| Назва                                                                                 | К-сть зразків | Акронім | Розташування                                                              | Вебсайт |
| ------------------------------------------------------------------------------------- | ------------- | ------- | ------------------------------------------------------------------------- | ------- |
| Китайський національний гербарій, (Китайська академія наук)                           | 2,470,000     | PE      | Китайська Народна Республіка; Пекін                                       |         |
| Гербарій «Bogoriense»                                                                 | 2,000,000     | BO      | Індонезія; Богор, Західна Ява                                             |         |
| Токійський університет                                                                | 1,700,000     | TI      | Японія; Токіо                                                             |         |
| Центральний національний гербарій, Індія                                              | 1,500,000     | CAL     | Індія; Калькутта, Західний Бенгал                                         |         |
| Національний музей природи та науки                                                   | 1,500,000     | TNS     | Японія; Цукуба, префектура Ібаракі                                        |         |
| Університет Кіото                                                                     | 1,200,000     | KYO     | Японія; Кіото, префектура Кіото                                           |         |
| Інститут ботаніки в Куньміні, Китайська академія наук                                 | 1,110,000     | KUN     | Китайська Народна Республіка; Куньмін, Юньнань                            |         |
| Грузинська національна академія наук                                                  | 1,000,000     | TBI     | Грузія; Тбілісі                                                           |         |
| Національна академія наук, Узбекистан                                                 | 1,000,000     | TASH    | Узбекистан; Ташкент                                                       |         |
| Південно-китайський ботанічний сад                                                    | 1,000,000     | IBSC    | Китайська Народна Республіка; Гуанчжоу, Гуандун                           |         |
| Єврейський університет                                                                | 700,000       | HUJ     | Ізраїль; Єрусалим                                                         |         |
| Інститут ботаніки, Цзянсу                                                             | 700,000       | NAS     | Китайська Народна Республіка; Нанкін, Цзянсу                              |         |
| Національний центр з питань природничих наук і технологій                             | 700,000       | HN      | В'єтнам; Ханой                                                            |         |
| англ. North West Agriculture and Forestry University                                  | 550,000       | WUK     | Китайська Народна Республіка; Шеньсі                                      |         |
| Інститут прикладної екології                                                          | 520,000       | IFP     | Китайська Народна Республіка; Шеньян, Ляонін                              |         |
| Інститут біології та ґрунтознавства, Далекосхідне відділення, Російська академія наук | 500,000       | VLA     | Росія; Владивосток                                                        |         |
| Інститут ботаніки національної академії наук Вірменії                                 | 500,000       | ERE     | Вірменія; Єреван                                                          |         |
| Томський державний університет, гербарій П. М. Крилова                                | 500,000       | TK      | Росія; Томськ                                                             |         |
| Тохокуський університет                                                               | 485,000       | TUS     | Японія; Сендай, префектура Міяґі                                          |         |
| Університет Сичуаня                                                                   | 450,000       | SZ      | Китайська Народна Республіка; Ченду, Сичуань                              |         |
| Токійський столичний університет                                                      | 450,000       | MAK     | Японія; Токіо                                                             |         |
| Національна академія наук Азербайджану                                                | 400,000       | BAK     | Азербайджан; Баку                                                         |         |
| Інститут ботаніки в Гуансі                                                            | 400,000       | IBK     | Китайська Народна Республіка; Гуйлінь, Гуансі-Чжуанський автономний район |         |
| Ботанічна лабораторія Хатторі                                                         | 400,000       | NICH    | Японія; Нічінан, префектура Міядзакі                                      |         |
| Хіросімський університет                                                              | 400,000       | HIRO    | Японія; Хіросіма, префектура Хіросіма                                     |         |
| Національна академія наук Киргизької Республіки                                       | 400,000       | FRU     | Киргизстан; Бішкек                                                        |         |
| Інститут дослідження лісу, Індійська рада з питань лісового господарства та освіти    | 340,000       | DD      | Індія; Інститут дослідження лісу (Деградун), Уттар-Прадеш                 |         |
| Західно-Казахстанський державний університет                                          | 340,000       | PPIU    | Казахстан; Уральськ                                                       |         |
| Алтайський державний університет, Південно-Сибірський ботанічний сад                  | 300,000       | ALTB    | Росія; Барнаул                                                            |         |
| Центральний сибірський ботанічний сад                                                 | 300,000       | NS, NSK | Росія; Новосибірськ                                                       |         |
| Академія наук Казахстану                                                              | 300,000       | AA      | Казахстан; Алмати                                                         |         |
| Музей та інститут природничої історії                                                 | 300,000       | CBM     | Японія; Тіба, префектура Тіба                                             |         |
| Музей природничої історії (Осака)                                                     | 300,000       | OSA     | Японія; Осака, префектура Осака                                           |         |
| Сеульський національний університет                                                   | 300,000       | SNU     | Південна Корея; Сеул                                                      |         |
| Уханьський університет                                                                | 300,000       | WH      | Китайська Народна Республіка; Ухань, Хубей                                |         |
| англ. Chongqing Municipal Academy of Chinese Materia Medica                           | 296,000       | SM      | Китайська Народна Республіка; Чунцін, Сичуань                             |         |
| Тайванський дослідницький інститут лісового господарства                              | 270,000       | TAIF    | Тайвань; Тайпей                                                           |         |
| Ботанічна служба Індії, Південний регіональний центр                                  | 259,000       | MH      | Індія; Коїмбатор, Тамілнаду                                               |         |
| Канадзавський університет                                                             | 250,000       | KANA    | Японія; Канадзава, префектура Ісікава                                     |         |
| Тайванський національний університет, Гербарій                                        | 250,000       | TAI     | Тайвань; Тайпей                                                           |         |
| Ботанічна служба Індії, Східне відділення                                             | 225,000       | ASSAM   | Індія; Шиллонг, Меґхалая                                                  |         |
| Північно-Західний Плато Інститут біології, Китайська академія наук                    | 220,000       | HNWP    | Китайська Народна Республіка; Сінін, Цінхай                               |         |
| Дослідницький інститут шкідників та хвороб рослин                                     | 210,000       | IRAN    | Іран; Тегеран                                                             |         |
| Університет Анкари                                                                    | 200,000       | ANK     | Туреччина; Анкара                                                         |         |
| Ботанічний інститут Академії наук Таджикистану                                        | 200,000       | TAD     | Таджикистан; Душанбе                                                      |         |
| Інститут біології Ченду                                                               | 200,000       | CDBI    | Китайська Народна Республіка; Ченду, Сичуань                              |         |
| Академія наук Гуйчжоу                                                                 | 200,000       | HGAS    | Китайська Народна Республіка; Гуйян, Гуйчжоу                              |         |
| Хоккайдоський університет                                                             | 200,000       | SAP     | Японія; Саппоро, префектура Хоккайдо                                      |         |
| Ботаніний сад Макіно                                                                  | 200,000       | MBK     | Японія; Коті, префектура Коті                                             |         |
| Коледж святого Ксав'єра (Калькутта), Гербаріум Блаттера                               | 200,000       | BLAT    | Індія; Мумбаї, Махараштра                                                 |         |
| Університет Сінсю                                                                     | 200,000       | SHIN    | Японія; Мацумото, префектура Наґано                                       |         |
| Південно-західний коледж лісового господарства                                        | 200,000       | SWFC    | Китайська Народна Республіка; Куньмін, Юньнань                            |         |
| Інститут ботаніки в Ухані                                                             | 200,000       | HIB     | Китайська Народна Республіка; Ухань, Хубей                                |         |
| англ. Sun Yat-sen University                                                          | 200,000       | SYS     | Китайська Народна Республіка; Гуанчжоу, Гуандун                           |         |
| Нанкінський університет                                                               | 150,000       | N       | Китайська Народна Республіка; Нанкін, Цзянсу                              |         |
| Національний гербарій Ірану, дослідницький інститут лісу та пасовищ                   | 140,000       | TARI    | Іран, Тегеран                                                             |         |
| Іркутський державний університет                                                      | 130,000       | IRKU    | Росія; Іркутськ                                                           |         |
| Монгольська академія наук                                                             | 100,000       | UBA     | Монголія; Улан-Батор                                                      |         |
| Французький інститут Пудучеррі                                                        | 22,000        | HIFP    | Індія; Пудучеррі, Пудучеррі                                               |         |
| Ботанічна служба Індії, регіональний центр Декан                                      | 11,000        | BSID    | Індія; Хайдерабад, Андхра-Прадеш                                          |         |

## Африка
| Назва                                                       | К-сть зразків | Акронім   | Розташування                                                                    | Вебсайт |
| ----------------------------------------------------------- | ------------- | --------- | ------------------------------------------------------------------------------- | ------- |
| South African National Biodiversity Institute               | 1,200,000     | PRE       | Південно-Африканська Республіка; Преторія, Ґаутенг                              |         |
| Національні музеї Кенії, Східно-Африканський гербарій       | 1,000,000     | EA        | Кенія; Найробі                                                                  |         |
| South African National Biodiversity Institute               | 617,000       | NBG, SAM  | Південно-Африканська Республіка; Клермонт (Кейптаун), Західна Капська провінція |         |
| Національний гербарій Зімбабве                              | 513,700       | SRGH      | Зімбабве; Хараре                                                                |         |
| Гербарій Болуса                                             | 373,000       | BOL       | Південно-Африканська Республіка; Кейптаун, Західна Капська провінція            |         |
| Університет Алжиру (Université d'Alger)                     | 350,000       | AL        | Алжир; Алжир                                                                    |         |
| Каїрський університет                                       | 300,000       | CAI, CAIM | Єгипет; Каїр                                                                    |         |
| англ. Albany Museum                                         | 200,000       | GRA       | Південно-Африканська Республіка; Грехемстаун, Східна Капська провінція          |         |
| Університет Дар-ес-Саламу                                   | 125,000       | DSM       | Танзанія; Дар-ес-Салам                                                          |         |
| Университет Квазулу-Наталь                                  | 122,500       | NU        | Південно-Африканська Республіка; Scottsville, Квазулу-Наталь                    |         |
| фр. Institut Scientifique                                   | 120,500       | RAB       | Марокко; Рабат-Агдал                                                            |         |
| Університет Преторії, англ. H.G.W.J. Schweickerdt Herbarium | 120,000       | PRU       | Південно-Африканська Республіка; Преторія, Ґаутенг                              |         |
| фр. Institut Fondamental d'Afrique Noire                    | 110,000       | IFAN      | Сенегал; Дакар                                                                  |         |
| Дослідний інститут лісового господарства Нігерії            | 105,000       | FHI       | Нігерія; Ібадан, Ойо                                                            |         |
| Університет Найробі                                         | 100,000       | NAI       | Кенія; Найробі                                                                  |         |
| Вітватерсрандський університет, Гербарій чарлза Е.Мосса     | 100,000       | J         | Південно-Африканська Республіка; Йоганнесбург, Ґаутенг                          |         |
| Національний гербарій Камеруну                              | 96,000        | YA        | Камерун; Яунде                                                                  |         |
| Університет Гани                                            | 90,000        | GC        | Гана; Легон                                                                     |         |
| Національний ботанічний дослідний інститут                  | 76,000        | WIND      | Намібія; Віндгук                                                                |         |
| Університет імені Едуардо Мондлане                          | 63,000        | LMU       | Мозамбік; Мапуту                                                                |         |
| Національний мікологічний гербарій                          | 60,000        | PREM      | Південно-Африканська Республіка; Преторія, Ґаутенг                              |         |
| Університет Уагадугу                                        | 12,000        | OUA       | Буркіна Фасо; Уагадугу                                                          |         |

## Європа
| Назва                                                                                    | К-сть зразків | Акронім  | Розташування                         | Вебсайт                             |
| ---------------------------------------------------------------------------------------- | ------------- | -------- | ------------------------------------ | ----------------------------------- |
| Національний музей природознавства (Париж)                                               | 9,500,000     | P, PC    | Франція; Париж                       |                                     |
| Ботанічний інститут імені В. Л. Комарова РАН                                             | 7,160,000     | LE       | Росія; Санкт-Петербург               |                                     |
| Королівські ботанічні сади в К'ю                                                         | 7,000,000     | K        | Велика Британія; К'ю, Англія         |                                     |
| Консерваторія та Ботанічний сад міста Женеви                                             | 6,000,000     | G        | Швейцарія; Женева                    |                                     |
| Музей природознавства (Лондон)                                                           | 5,200,000     | BM       | Велика Британія; Лондон, Англія      |                                     |
| Музей природознавства (Відень)                                                           | 5,000,000     | W        | Австрія; Відень                      |                                     |
| Шведський музей прородознавства (Naturhistoriska riksmuseet)                             | 4,400,000     | S        | Швеція; Стокгольм                    |                                     |
| Національний гербарій Нідерландів                                                        | 4,000,000     | L        | Нідерланди; Лейден                   |                                     |
| Університет Монпельє                                                                     | 4,000,000     | MPU      | Франція; Монпельє                    |                                     |
| Університет Клода Бернара у Ліоні                                                        | 4,000,000     | LY       | Франція; Ліон                        |                                     |
| Об'єднаний гербарій Цюрихського університету та Федеральної вищої технічної школи Цюриха | 3,500,000     | Z+ZT     | Швейцарія, Цюрих                     |                                     |
| Національний ботанічний сад Бельгії                                                      | 3,500,000     | BR       | Бельгія, Мейзе                       |                                     |
| Ботанічний сад Берліна, Zentraleinrichtung der Freien Universität Berlin                 | 3,000,000     | B        | Німеччина, Берлін                    |                                     |
| Фінський музей природознавства (Гельсінський університет)                                | 3,000,000     | H        | Фінляндія, Гельсінки                 |                                     |
| Ботанічна Баварська державна Колекція                                                    | 3,000,000     | M        | Німеччина, Мюнхен                    |                                     |
| Копенгагенський університет                                                              | 2,510,000     | C        | Данія, Копенгаген                    |                                     |
| Королівський ботанічний сад Единбурга                                                    | 2,000,000     | E        | Велика Британія; Единбург, Шотландія |                                     |
| Гербарій Hamburgense                                                                     | 1,800,000     | HBG      | Німеччина, Гамбург                   |                                     |
| Науково-дослідний інститут Зенкенберга, Франкфурт                                        | 1,200,000     | FR       | Німеччина, Франкфурт                 |                                     |
| Кембриджський університет                                                                | 1,000,000     | CGE      | Велика Британія; Кембридж, Англія    |                                     |
| Манчестерський університет                                                               | 1,000,000     | MANCH    | Велика Британія; Манчестер, Англія   |                                     |
| Московський державний університет                                                        | 993,000       | MW, MWG  | Росія; Москва                        |                                     |
| Королівський ботанічний сад Мадрида                                                      | 850,000       | MA       | Іспанія; Мадрид                      |                                     |
| Національний гербарій Нідерландів, філія Утрехтського університету                       | 800,000       | U        | Нідерланди; Утрехт                   |                                     |
| Інститут ботаніки Владислава Шафера, Польська академія наук                              | 800,000       | IB PAN   | Польща; Краків                       |                                     |
| Коїмбрський університет                                                                  | 800,000       | COI      | Португалія; Коїмбра                  |                                     |
| Ботанічний сад Барселони                                                                 | 700,000       | BC       | Іспанія; Барселона                   | [недоступне посилання з липня 2019] |
| Музей природознавства у Греноблі                                                         | 700,000       | GRM      | Франція; Гренобль                    |                                     |
| Санкт-Петербурзький державний університет                                                | 700,000       | LECB     | Росія; Санкт-Петербург               |                                     |
| Ірландський національний ботанічний сад                                                  | 600,000       | DBN      | Ірландія; Дублін                     |                                     |
| Вагенінгенський університет                                                              | 600,000       | WAG      | Нідерланди; Вагенінген               |                                     |
| Головний ботанічний сад імені Миколи Цицина РАН (Москва)                                 | 570,000       | MHA      | Росія; Москва                        |                                     |
| Інститутський гербарій університету Клермон-Ферран                                       | 550,000       | CLF      | Франція; Клермон-Ферран              |                                     |
| Національний музей Уельсу                                                                | 550,000       | NMW      | Велика Британія; Кардіф, Уельс       |                                     |
| Всеросійський інститут рослинництва імені М. І. Вавилова                                 | 524,000       | WIR      | Росія; Санкт-Петербург               |                                     |
| Гербарій Fielding-Druce, Оксфордський університет                                        | 500,000       | OXF      | Велика Британія; Оксфорд, Англія     |                                     |
| Музей природної історії Екс-ан-Провансу                                                  | 420,000       | AIX      | Франція; Екс-ан-Прованс              |                                     |
| Музей природної історії                                                                  | 400,000       | AUT      | Франція; Отен                        |                                     |
| Реквієм музей                                                                            | 400,000       | AV       | Франція; Авіньйон                    |                                     |
| Льєзький університет                                                                     | 400,000       | LG       | Бельгія; Льєж                        |                                     |
| Центр біологічних наук CABI                                                              | 385,000       | IMI      | Велика Британія; Суррей, Англія      |                                     |
| Ботанічний сад Бордо                                                                     | 350,000       | BORD     | Франція; Бордо                       |                                     |
| Світовий музей у Ліверпулі                                                               | 350,000       | LIV      | Велика Британія; Ліверпуль, Англія   |                                     |
| Південний федеральний університет                                                        | 328,000       | RV, RWBG | Росія; Ростов-на-Дону                |                                     |
| Дендрарій Гастона Алларда                                                                | 300,000       | ANG      | Франція; Анже                        |                                     |
| Гербарій Daubeny, Оксфордський університет                                               | 300,000       | FHO      | Велика Британія; Оксфорд, Англія     |                                     |
| Ботанічний інститут                                                                      | 300,000       | STR      | Франція; Страсбург                   |                                     |
| Науково-дослідний тропічний інститут                                                     | 300,000       | LISC     | Португалія; Лісабон                  |                                     |
| Університет Поля Сабатьє                                                                 | 300,000       | TL       | Франція; Тулуза                      |                                     |
| Барселонський університет                                                                | 300,000       | BCN      | Іспанія; Барселона                   |                                     |
| Севільський університет                                                                  | 300,000       | SEV      | Іспанія; Севілья                     |                                     |
| Аграрний університет                                                                     | 150,000       | SOA      | Болгарія; Пловдив                    |                                     |

## Південна Америка
| Назва | К-сть зразків | Акронім   | Розташування                                     | Вебсайт |
| --- | ------------- | --------- | ------------------------------------------------ | ------- |
| Фонд Miguel Lillo | 700,000       | LIL       | Аргентина; Сан-Мігель-де-Тукуман                 |         |
| Університет Буенос-Айреса                                                                                                  | 700,000       | BAA, BAF  | Аргентина; Буенос-Айрес                          |         |
| Інститут Ботаніки Darwinion                                                                                                | 650,000       | SI        | Аргентина; Буенос-Айрес                          |         |
| Музей Ла-Плати | 500,000       | LP        | Аргентина; Буенос-Айрес                          |         |
| Колумбійський Національний гербарій, Національний університет Колумбії                                                     | 500,000       | COL       | Колумбія; Богота                                 |         |
| Національний університет Сан-Маркос                                                                                        | 500,000       | USM       | Перу; Ліма                                       |         |
| Федеральний університет Ріо-де-Жанейро                                                                                     | 500,000       | R         | Бразилія; Ріо-де-Жанейро                         |         |
| Національний технологічний інститут сільського господарства                                                                | 480,000       | BAB       | Аргентина; Буенос-Айрес                          |         |
| Ботанічний сад Ріо-де-Жанейро                                                                                              | 420,000       | RB        | Бразилія; Ріо-де-Жанейро                         |         |
| Фонд інституту ботаніки Венесуели                                                                                          | 400,000       | VEN       | Венесуела; Каракас                               |         |
| Північно-Східний Інститут ботаніки                                                                                         | 400,000       | CTES      | Аргентина; Коррієнтес                            |         |
| Інститут ботаніки | 370,000       | SP        | Бразилія; Сан-Паулу                              |         |
| Національний університет Кордови                                                                                           | 320,000       | CORD      | Аргентина; Кордова                               |         |
| Міський ботанічний музей                                                                                                   | 250,000       | MBM       | Бразилія; Куритиба, Парана                       |         |
| Університет Бразиліа | 230,000       | UB        | Бразилія; Бразиліа, Федеральний округ у Бразилії |         |
| Національний інститут амазонських досліджень                                                                               | 205,000       | INPA      | Бразилія; Манаус, Амазонас                       |         |
| Папський католицький університет Еквадору                                                                                  | 200,000       | QCA       | Еквадор; Кіто                                    |         |
| Університет Консепсьйон | 170,000       | CONC      | Чилі; Консепсьйон                                |         |
| Embrapa Amazônia Oriental                                                                                                  | 165,000       | IAN       | Бразилія; Белен, Пара                            |         |
| Музей Emílio Goeldi | 161,000       | MG        | Бразилія; Белен, Пара                            |         |
| Гербарій Гвіани, Інститут досліджень в цілях розвитку                                                                      | 160,000       | CAY       | Французька Гвіана; Каєнна                        |         |
| Університет Антіокії | 160,000       | HUA       | Колумбія; Медельїн, Антіокія                     |         |
| Чилійський Національний музей природної історії                                                                            | 145,000       | SGO       | Чилі; Сантьяго                                   |         |
| Університет Кампінасу | 143,000       | UEC       | Бразилія; Кампінас, Сан-Паулу                    |         |
| Федеральний університет Ріу-Гранді-ду-Сул                                                                                  | 140,000       | ICN       | Бразилія; Порту-Алегрі, Ріу-Гранді-ду-Сул        |         |
| Еквадорський Музей природничих наук                                                                                        | 130,000       | QCNE      | Еквадор; Кіто                                    |         |
| Університет Сан-Паулу | 126,000       | SPF       | Бразилія; Сан-Паулу                              |         |
| Науково-дослідний інститут Anchietano de Pesquisas/UNISINOS                                                                | 120,000       | PACA      | Бразилія; Сан-Леополду, Ріу-Гранді-ду-Сул        |         |
| Фонд зооботаніки Ріу-Гранді-ду-Сул                                                                                         | 108,000       | HAS       | Бразилія; Порту-Алегрі, Ріу-Гранді-ду-Сул        |         |
| Університет Estadual у Фейра-де-Сантана                                                                                    | 108,000       | HUEFS     | Бразилія; Фейра-де-Сантана, Баїя                 |         |
| Федеральний університет Мінас-Жерайс                                                                                       | 107,000       | BHCB      | Бразилія; Белу-Оризонті, Мінас-Жерайс            |         |
| Болівійський східний гербарій, Музей природної історії Ноель Кемпф Меркадо — Автономного університету Габріель Рене Морено | 100,000       | USZ       | Болівія; Санта-Крус-де-ла-Сьєрра                 |         |
| Національний гербарій Болівії                                                                                              | 100,000       | LPB       | Болівія; Ла-Пас                                  |         |
| Національний музей природної історії, Республіканський університет (Уругвай)                                               | 90,000        | MVM, MVFA | Уругвай; Монтевідео                              |         |
| Національний університет Асунсьона                                                                                         | 80,000        | FCQ       | Парагвай; Сан-Лоренсо                            |         |

## Північна Америка
| Назва                                                                                  | К-сть зразків | Акронім                     | Розташування                          | Вебсайт |
| -------------------------------------------------------------------------------------- | ------------- | --------------------------- | ------------------------------------- | ------- |
| Нью-Йоркський ботанічний сад                                                           | 7,200,000     | NY                          | США; Бронкс, Нью-Йорк, Нью-Йорк       |         |
| Ботанічний сад Міссурі                                                                 | 6,231,759     | MO                          | США; Сент-Луїс, Міссурі               |         |
| Гербарій Гарвардського університету                                                    | 5,005,000     | A, AMES, ECON, FH, GH, NEBC | США; Кембридж, Массачусетс            |         |
| Національний гербарій Сполучених Штатів, Смітсонівський інститут                       | 4,340,000     | US                          | США; Вашингтон                        |         |
| Філдовський музей природної історії                                                    | 2,650,000     | F                           | США; Чикаго, Іллінойс                 |         |
| Гебарій університету та Джепсона, Університет Каліфорнії (Берклі)                      | 2,200,000     | UC/JEPS                     | США; Берклі, Каліфорнія               |         |
| Каліфорнійська академія наук, гербарій                                                 | 1,950,000     | CAS/DS                      | США; Сан-Франциско                    |         |
| Мічиганський університет, гербарій                                                     | 1,700,000     | MICH                        | США; Енн-Арбор, Мічиган               |         |
| Академія природничих наук                                                              | 1,500,000     | PH                          | США; Філадельфія, Пенсільванія        |         |
| Міністерство сільського господарства та продовольства Канади, гербарій судинних рослин | 1,335,000     | DAO, DAOM                   | Канада; Оттава, Онтаріо               |         |
| Державний гербарій Вісконсина, Університет Вісконсин-Медісон                           | 1,200,750     | WIS                         | США; Медісон, Вісконсин               |         |
| Національний автономний університет Мексики                                            | 1,120,000     | MEXU                        | Мексика; Мехіко                       |         |
| Техаський університет                                                                  | 1,006,000     | TEX                         | США; Остін, Техас                     |         |
| Ботанічний дослідницький інститут Техасу                                               | 1,001,000     | BRIT-SMU-VDB                | США; Форт-Ворт, Техас                 |         |
| Національний політехнічний інститут, Мехіко                                            | 950,000       | ENCB                        | Мексика; Мехіко                       |         |
| Королівський музей Онтаріо                                                             | 860,000       | TRT, TRTC                   | Канада; Торонто, Онтаріо              |         |
| Гербарій Marie-Victorin, Монреальський університет                                     | 850,000       | MT                          | Канада; Монреаль, Квебек              |         |
| Національний гербарій Канади, Канадійський музей природи                               | 838,000       | CAN, CANM                   | Канада; Оттава, Онтаріо               |         |
| Гербарій Rocky Mountain, Вайомінгський університет                                     | 806,800       | RM                          | США; Ларамі, Вайомінг                 |         |
| Гербарій Louis-Marie, Університет Лаваль                                               | 770,000       | ULF                         | Канада; Квебек (місто), Квебек        |         |
| Університет Північної Кароліни, гербарій                                               | 665,000       | NCU                         | США; Чапел-Хілл, Північна Кароліна    |         |
| Британо-колумбійський університет                                                      | 560,000       | UBC                         | Канада; Ванкувер, Британська Колумбія |         |
| Університет штату Огайо, гербарій                                                      | 500,000       | OS                          | США; Колумбус, Огайо                  |         |
| Музей природної історії у Флориді, гербарій                                            | 470,000       | FLAS                        | США; Гейнсвілл, Флорида               |         |
| Інститут проблем екології та систематики                                               | 400,000       | HAC                         | Куба; Гавана                          |         |
| Вашингтонський державний університет, гербарій Marion Ownbey                           | 380,000       | WS                          | США; Пуллмен (Вашингтон)              |         |
| Альбертський університет                                                               | 320,000       | ALTA                        | Канада; Едмонтон, Альберта            |         |
| Вермонтський університет, гербарій Pringle                                             | 310,400       | UVM                         | США; Берлінгтон, Вермонт              |         |
| Інститут екології                                                                      | 310,000       | XAL                         | Мексика; Халапа-Енрікес, Веракрус     |         |
| Калифорнийский університет в Девісі, Центр різноманітності рослин                      | 300,000       | DAV; DAVH; AHUC             | США; Девіс, Каліфорнія                |         |
| Громадський музей Мілвокі, гербарій                                                    | 250,000       | MIL                         | США; Мілвокі, Вісконсин               |         |
| Пан-американська сільськогосподарська школа, гербарій Paul C. Standley                 | 240,000       | EAP                         | Гондурас; Тегусігальпа                |         |
| Університет Аляски музею Півночі, гербарій                                             | 240,000       | ALA                         | США; Фербанкс, Аляска                 |         |
| Південно-Флоридський університет, гербарій                                             | 235,000       | USF                         | США; Флорида                          |         |
| Національний гербарій, Національний музей Коста-Рики                                   | 215,000       | CR                          | Коста-Рика; Сан-Хосе                  |         |
| Університет штату Флорида, гербарій Robert K. Godfrey                                  | 206,000       | FSU                         | США; Таллахассі, Флорида              |         |
| Університет Акадія, гербарій E.C. Smith                                                | 200,000       | ACAD                        | Канада; Волфвілл, Нова Шотландія      |         |